# Джаред Хаселхоф
Джаред Виктор Хенеган (на английски: Jared Victor Hennegan, 5 август 1971 г.), познат още като Ивъл Джаред Хаселхоф ({на английски: Evil Jared Hasselhoff) е американски музикант. От 1995 г. е басист на групата „Блъдхаунд Ганг“.

## Личен живот
В 2006 г. Джаред се премества да живее в Кройцберг, район на Берлин, поради несъгласие с политиката на Джордж Уокър Буш. Той заявява, че няма да се върне в Съединените щати дотогава, докато Джордж Буш е на власт. От 2006 до 2012 г. поддържа близки отношения с немската актриса Шина-Валешка Юнг, от която има едно дете.
Джаред страда от обсесивно-компулсивно разстройство; веднъж по време на гастрол на „Блъдхаунд Ганг“, той поисква дражетата Skittles да бъдат сортирани по цветове.
През 2013 г. украинските власти забраняват за пет години влизането в страната на Джаред Хаселхоф, след като на 30 юли, по време на концерт на „Блъдхаунд Ганг“ в Киев, музикантът уринира върху украинското знаме. В интернет този факт е опроверган.